# Hrvatski gospodarski glasnik
Hrvatski tjednik (HGG) je bio hrvatski list za gospodarsko-politička pitanja.
Sjedište lista je u Zagrebu. Pokrenuli su ga braća Vlado i Marko Veselica. Izlazio je do 14. broja po cijeni od 3 dinara. Bio je jednim od utjecajnih časopisa.

## Ime
Prije negoli je pokrenut Hrvatski gospodarski glasnik, budući glavni urednik tog lista savjetovao se s Matom Šimundićem o nazivu tog lista. U svemu su se složili, jedino su se zadržali na pridjevu "gospodarski". Polazištem je bila riječ: bi osnovna rijeè gospodar. Razgovarajući su razmatrali izvedenice "gospodarstvo, gospodarstven, gospodarstvenik, gospodarstvenica, gospodarstvenički, gospodariti", što su, kako je rekao Šimundić, zamjene za suvišne tuđice koje su u Hrvata bile ozakonjene osnutkom Ekonomskoga fakulteta u Zagrebu.

## Urednici
- Vlado Veselica (1971.)
- član uredničkog vijeća bio je Zvonimir Baletić[3]

## Poznati suradnici
List je okupio "najbolja pera hrvatske ekonomske misli".
- Vinko Vuksan[5] (Brzina i politička frazeologija u nacrtu ustavnih amandmana - što s hrvatskim državljanstvom)

## Poveznice
- Hrvatska novinska izdanja